# Gus Mortson
James Angus Gerald Mortson (né le 24 janvier 1925 à New Liskeard, en Ontario au Canada et mort le 8 août 2015 à Timmins, en Ontario au Canada) est un entraîneur et un joueur professionnel canadien de hockey sur glace qui évoluait au poste de défenseur.

## Biographie
Après avoir remporté deux coupes Memorial au cours de sa carrière amateur, Mortson devient professionnel en 1945 avec les Oilers de Tulsa dans la United States Hockey League. Il débute dans la Ligue nationale de hockey la saison suivante avec les Maple Leafs de Toronto. Dès sa première saison dans la LNH, il remporte la coupe Stanley en 1947, coupe qu'il gagne à trois nouvelles reprises en 1948, 1949 et 1951. En 1952, il est échangé aux Black Hawks de Chicago en compagnie de Ray Hannigan, Al Rollins et Cal Gardner en retour de Harry Lumley. Il devient capitaine de la franchise de Chicago en 1954 et conserve ce titre jusqu'en 1957. Il est ensuite cédé aux Red Wings de Détroit avant d'être réclamé par les Rangers de New York en janvier 1959. À partir de 1961, il passe l'essentiel de son temps dans des ligues amateurs et met un terme à sa carrière de joueur en 1967.
Considéré comme un défenseur robuste, il est d'ailleurs le joueur le plus pénalisé des saisons 1946-1947, 1950-1951, 1953-1954 et 1956-1957, son talent est cependant reconnu et il est nommé dans la première équipe d'étoiles en 1950 et participe à huit Matchs des étoiles.
Parallèlement à sa carrière de joueur, il est aussi entraîneur de 2 équipes lors de ses dernières saisons de joueur.

## Statistiques

### De joueur
| Saison     | Équipe                          | Ligue          |     | Saison régulière | Saison régulière | Saison régulière | Saison régulière | Saison régulière |   | Séries éliminatoires | Séries éliminatoires | Séries éliminatoires | Séries éliminatoires | Séries éliminatoires |
| Saison     | Équipe                          | Ligue          | PJ  | B                | A                | Pts              | Pun              | PJ               | B | A                    | Pts                  | Pun                  |                      |                      |
| 1942-1943  | Lakers de Kirkland Lake         | GBHL           |     |                  |                  |                  |                  |                  |   |                      |                      |                      |                      |                      |
| 1943-1944  | St. Michael's Majors de Toronto | OHA-Jr.        | 25  | 5                | 11               | 16               | 16               | 12               | 2 | 2                    | 4                    | 12                   |                      |                      |
| 1944       | Generals d'Oshawa               | Coupe Memorial |     |                  |                  |                  |                  | 8                | 1 | 4                    | 5                    | 4                    |                      |                      |
| 1944-1945  | St. Michael's Majors de Toronto | OHA-Jr.        | 17  | 6                | 12               | 18               | 18               | 6                | 1 | 5                    | 6                    | 8                    |                      |                      |
| 1945       | St. Michael's Majors de Toronto | Coupe Memorial |     |                  |                  |                  |                  | 14               | 6 | 4                    | 10                   | 12                   |                      |                      |
| 1945-1946  | Oilers de Tulsa                 | USHL           | 51  | 19               | 29               | 48               | 47               | 13               | 1 | 5                    | 6                    | 12                   |                      |                      |
| 1946-1947  | Maple Leafs de Toronto          | LNH            | 60  | 5                | 13               | 18               | 133              | 11               | 1 | 3                    | 4                    | 22                   |                      |                      |
| 1947-1948  | Maple Leafs de Toronto          | LNH            | 58  | 7                | 11               | 18               | 118              | 5                | 1 | 2                    | 3                    | 2                    |                      |                      |
| 1948-1949  | Maple Leafs de Toronto          | LNH            | 60  | 2                | 13               | 15               | 85               | 9                | 2 | 1                    | 3                    | 8                    |                      |                      |
| 1949-1950  | Maple Leafs de Toronto          | LNH            | 68  | 3                | 14               | 17               | 125              | 7                | 0 | 0                    | 0                    | 18                   |                      |                      |
| 1950-1951  | Maple Leafs de Toronto          | LNH            | 60  | 3                | 10               | 13               | 142              | 11               | 0 | 1                    | 1                    | 4                    |                      |                      |
| 1951-1952  | Maple Leafs de Toronto          | LNH            | 65  | 1                | 10               | 11               | 106              | 4                | 0 | 0                    | 0                    | 8                    |                      |                      |
| 1952-1953  | Black Hawks de Chicago          | LNH            | 68  | 5                | 18               | 23               | 88               | 7                | 1 | 1                    | 2                    | 6                    |                      |                      |
| 1953-1954  | Black Hawks de Chicago          | LNH            | 68  | 5                | 13               | 18               | 132              |                  |   |                      |                      |                      |                      |                      |
| 1954-1955  | Black Hawks de Chicago          | LNH            | 65  | 2                | 11               | 13               | 133              |                  |   |                      |                      |                      |                      |                      |
| 1955-1956  | Black Hawks de Chicago          | LNH            | 52  | 5                | 10               | 15               | 87               |                  |   |                      |                      |                      |                      |                      |
| 1956-1957  | Black Hawks de Chicago          | LNH            | 70  | 5                | 18               | 23               | 147              |                  |   |                      |                      |                      |                      |                      |
| 1957-1958  | Black Hawks de Chicago          | LNH            | 67  | 3                | 10               | 13               | 62               |                  |   |                      |                      |                      |                      |                      |
| 1958-1959  | Red Wings de Détroit            | LNH            | 36  | 0                | 1                | 1                | 22               |                  |   |                      |                      |                      |                      |                      |
| 1958-1959  | Bisons de Buffalo               | LAH            | 29  | 3                | 9                | 12               | 46               | 11               | 3 | 3                    | 6                    | 12                   |                      |                      |
| 1959-1960  | Bisons de Buffalo               | LAH            | 72  | 10               | 32               | 42               | 37               |                  |   |                      |                      |                      |                      |                      |
| 1961-1962  | Beehives de Dixie               | OHA-B          |     |                  |                  |                  |                  |                  |   |                      |                      |                      |                      |                      |
| 1962-1963  | Maroons de Chatham              | OHA-Sr.        | 36  | 11               | 14               | 25               | 46               | 9                | 1 | 1                    | 2                    | 6                    |                      |                      |
| 1963-1964  | Maroons de Chatham              | LIH            | 29  | 2                | 14               | 16               | 60               |                  |   |                      |                      |                      |                      |                      |
| 1964-1965  | Oaks d'Oakville                 | OHA-Sr.        | 31  | 7                | 18               | 25               | 78               | 11               | 1 | 5                    | 6                    | 18                   |                      |                      |
| 1964-1965  | Bisons de Buffalo               | LAH            | 3   | 0                | 3                | 3                | 0                |                  |   |                      |                      |                      |                      |                      |
| 1965-1966  | Oaks d'Oakville                 | OHA-Sr.        | 27  | 7                | 15               | 22               | 48               | 7                | 0 | 2                    | 2                    | 2                    |                      |                      |
| 1966-1967  | Oaks d'Oakville                 | OHA-Sr.        | 13  | 3                | 3                | 6                | 8                |                  |   |                      |                      |                      |                      |                      |
| Totaux LNH | Totaux LNH                      | Totaux LNH     | 797 | 46               | 152              | 198              | 1380             | 54               | 5 | 8                    | 13                   | 68                   |                      |                      |

### D'entraîneur
| Saison    | Équipe             | Ligue   |    | PJ | V  | D | N      | %V |
| --------- | ------------------ | ------- | -- | -- | -- | - | ------ | -- |
| 1962-1963 | Maroons de Chatham | OHA-Sr. | 40 | 24 | 13 | 3 | 63,8 % |    |
| 1963-1964 | Maroons de Chatham | LIH     | 70 | 21 | 44 | 5 | 33,6 % |    |
| 1965-1966 | Oaks d'Oakville    | OHA-Sr. | 46 | 21 | 22 | 3 | 48,9 % |    |